# Providence (minialbum)
Providence – drugi minialbum amerykańskiej deathmetalowej grupy Immolation. Ukazał się 11 października 2011 roku nakładem Scion Audio Visual (mimo że w tym czasie zespół miał podpisany kontrakt z Nuclear Blast).
Minialbum Providence był bezpłatnie dystrybuowany w wersji cyfrowej. Ukazał się również na płycie kompaktowej i płycie gramofonowej, które były bezpłatnie rozdawane podczas trasy koncertowej Immolation North American Tour 2011 w Stanach Zjednoczonych.
Do utworu Illumination nakręcono teledysk w reżyserii Tommy'ego Jonesa, z którym zespół współpracował wcześniej przy realizacji teledysku do utworu A Glorious Epoch z albumu Majesty and Decay.

## Lista utworów
1. "What They Bring" – 03:16
2. "Illumination" – 03:34
3. "Still Lost" – 03:14
4. "Providence" – 04:12
5. "Swallow the Fear" – 04:40

## Twórcy
- Ross Dolan – śpiew, gitara basowa
- Bill Taylor – gitara
- Robert Vigna – gitara
- Steve Shalaty – perkusja